# Obična očanica
Obična očanica (vidac, vidovčica ili vidova trava, lat. Euphrasia officinalis), vrsta malene jednogodišnje zeljaste biljke, dosta neuglednog izgleda iz porodice Volovotkovki. Vidac raste kao poluparazit na korijenju trava po gotovo cijeloj Europi, po livadama, travnjacima i napuštenim mjestima.

## Opis
Vidac naraste do 15 ili 20 cm visine, stabljika je kratka, na vrhu jače razgranata, nazubljenih jajastih listova, bez peteljke, na naličju prekriveni mekanim dlačicama. Cvjetovi rastu u pazušcima gornjih listova, imaju kraću gornju usnu tamnije boje, a donja je bijela sa žutozelenim mrljom i nekolikoi ljubičastih šara. Cvate od svibnja do rujna.  

## Ljekovitost
U narodu je poznata kao lijek za razne očne bolesti, uključujući i vid, pa joj otuda i ime.

## Podvrste
Šest je priznatih podvrsta
1. Euphrasia officinalis subsp. anglica (Pugsl.) A.J. Silverside
2. Euphrasia officinalis subsp. campestris (Jord.) M. Kerguélen & J. Lambinon
3. Euphrasia officinalis subsp. kerneri (Wettst.) Eb. Fischer
4. Euphrasia officinalis subsp. monticola A.J. Silverside
5. Euphrasia officinalis subsp. officinalis
6. Euphrasia officinalis subsp. versicolor (A.Kern.) Vitek

## Galerija
- Euphrasia officinalis
- Euphrasia officinalis